# Тхимпху (провинция)
Тхимпху (дзонг-кэ ཀྲོང་གསར་, вайли krong-gsar) — одна из девяти исторических провинций Бутана.
Находилась на западе Бутана, примерно соответствуя современному дзонгхагу Тхимпху. Столицей был город Тхимпху, в котором находилась крепость «Симтокха-дзонг» правящего «губернатора» Тхимпху-дзонгпена.